# Lepidagathis cinerea
Lepidagathis cinerea är en akantusväxtart som beskrevs av Merrill. Lepidagathis cinerea ingår i släktet Lepidagathis och familjen akantusväxter. Inga underarter finns listade i Catalogue of Life.